# Tribseer Straße 28 (Stralsund)

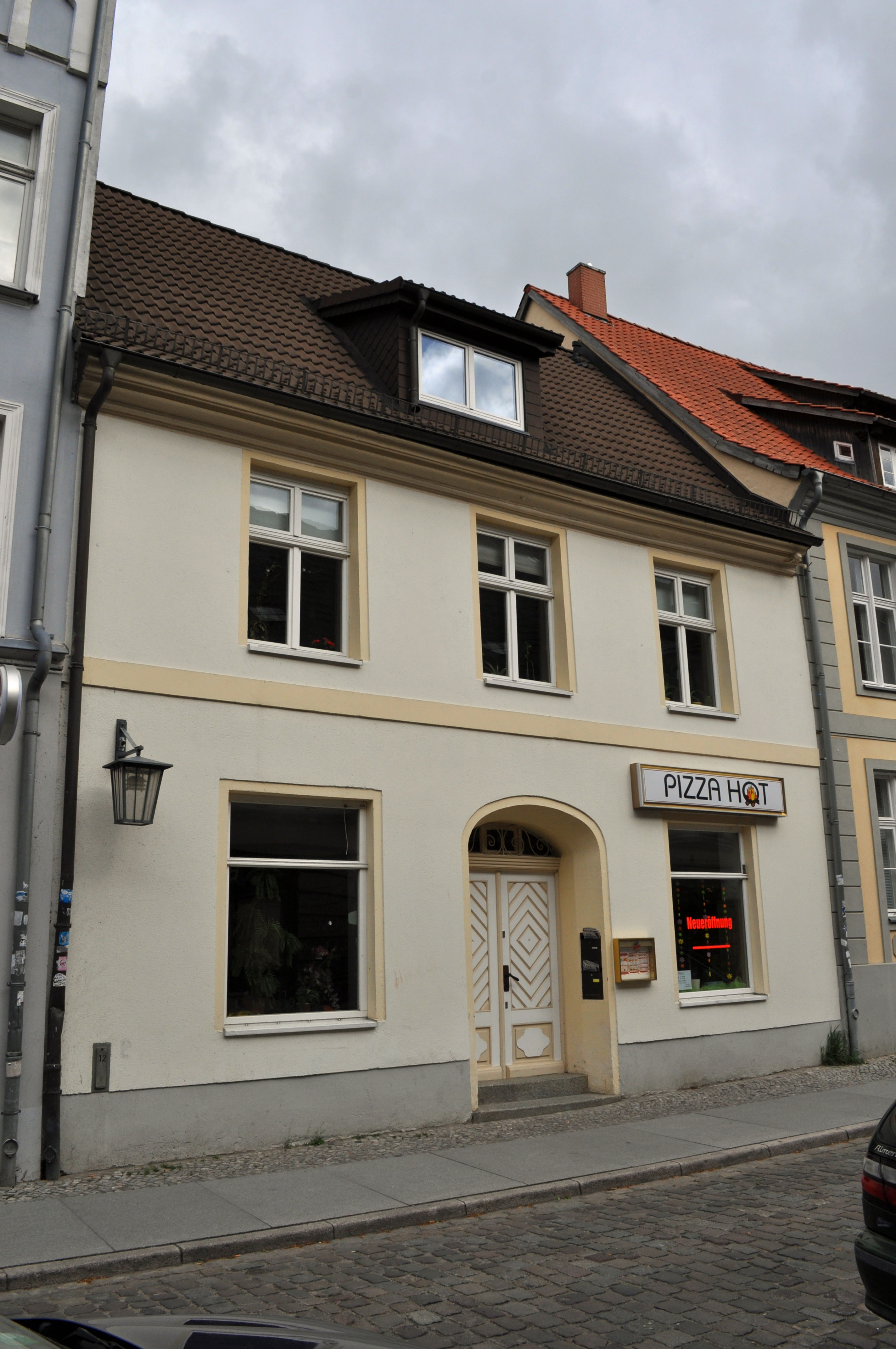
Das Haus Tribseer Straße 28 in Stralsund (2012)

Das Gebäude mit der postalischen Adresse Tribseer Straße 28 ist ein denkmalgeschütztes Bauwerk in der Tribseer Straße in Stralsund.
Der zweigeschossige und dreiachsige, traufständige Putzbau wurde in der zweiten Hälfte des 18. Jahrhunderts errichtet.
Die Fassade weist ein Gesimsband auf, das die Geschosse optisch trennt. Im mittig angeordneten, korbbogigen Portal ist eine zweiflügelige, aus der Errichtungszeit stammende Haustür mit Rautenmuster erhalten.
Das Haus liegt im Kerngebiet des von der UNESCO als Weltkulturerbe anerkannten Stadtgebietes des Kulturgutes „Historische Altstädte Stralsund und Wismar“. In die Liste der Baudenkmale in Stralsund ist es mit der Nummer 761 eingetragen.